# Frédéric Flachéron
Frédéric Flachéron (Lione, 26 ottobre 1813 – Parigi, 21 giugno 1883) è stato uno scultore e fotografo francese, tra i primi ad esercitare la professione fotografica a Roma.

## Biografia
Figlio di un famoso architetto, Jean François Charles André Flachéron, noto come Conte Frédéric Flachéron, entrò nell'École royale des beaux-arts di Parigi nel 1836. In seguito, soggiornò a Roma e divenne amico di Jean-Auguste-Dominique Ingres. 
Con Giacomo Caneva divenne uno dei principali organizzatori della cerchia dei fotografi dell'Antico Caffè Greco.
Molte delle sue fotografie figurano nella collezione della Duchessa di Berry.